# سابين فيرهين
سابين فيرهاين (بالألمانية: Sabine Verheyen) هي مهندسة معمارية وسياسية ألمانية من مواليد 24 أكتوبر 1964، تشغل منصب النائب الأول لرئيس البرلمان الأوروبي منذ يوليو 2024 بعد أن كانت عضوًا في البرلمان الأوروبي منذ عام 2009. وهي عضو في الاتحاد الديمقراطي المسيحي الذي ينتمي إلى حزب الشعب الأوروبي.